# Matthew Rhys
Matthew Rhys Evans, simplement dit Matthew Rhys, est un acteur gallois, né le 8 novembre 1974 à Cardiff.

## Biographie
Né et élevé dans la ville de Cardiff au pays de Galles, il est le fils de Glyn (proviseur) et de Helen Evans (professeur). Il grandit à Cardiff avec sa sœur Rachel (aujourd'hui journaliste pour la BBC). 
Il a fait ses études en langue galloise au Ysgol Gynradd Gymraeg Melin Gruffydd, et Ysgol Gyfun Gymraeg Glantaf. À dix-sept ans, après avoir joué le rôle principal d'Elvis Presley dans une école de musique, il est accepté à la prestigieuse Royal Academy of Dramatic Art de Londres (RADA). 
Peu après, en 1993, il reçoit le prix Patricia Rothermere bourses d'études.
Il retourne ensuite à Cardiff pour jouer dans sa propre langue dans le film gallois Bydd yn Wrol (Be Brave), grâce auquel il est élu meilleur acteur au BAFTA gallois.

### Vie privée
Il est marié avec Keri Russell depuis 2014. Ils ont un fils, Sam Evans, né en 2016.

## Carrière
Il est notamment connu pour son rôle dans la série américaine dramatique Brothers and Sisters, où il interprète Kevin Walker, un avocat homosexuel, et de 2013 à 2018, pour celui de Philip Jennings dans la série d'espionnage The Americans, qui lui vaut un Emmy Awards en 2018 et deux nominations aux Golden Globes en 2017 et 2019.
Il a également incarné Dylan Thomas dans The Edge of Love et Daniel Ellsberg dans Pentagon Papers. Il a joué le rôle du meurtrier dans l'ultime épisode de la série Columbo.

## Filmographie

### Cinéma

#### Longs métrages
- 1997 : House of America de Marc Evans : Boyo
- 1999 : Whatever Happened to Harold Smith ? de Peter Hewitt : Ray Smith
- 1999 : Titus de Julie Taymor : Demetrius
- 1999 : Mort clinique (Heart) de Charles McDougall : Sean McCardle
- 2000 : Sorted d'Alexander Jovy : Carl
- 2000 : The Testimony of Taliesin Jones de Martin Duffy : Jonathan
- 2000 : Peaches de Nick Grosso : Frank
- 2001 : Annie-Mary à la folie (Very Annie Mary) de Sara Sugarman : Nob
- 2002 : La Tranchée (Deathwatch) de Michael J. Bassett : Doc
- 2002 : Le club des ravisseurs (The Abduction Club) de Stefan Schwartz : James Strang
- 2002 : Shooters de Glenn Durfort et Colin Teague : Eddie
- 2003 : Y Mabinogi de Derek W. Hayes : Lleu Llaw Gyffes (voix)
- 2004 : Fakers de Richard Janes : Nick Edwards
- 2004 : Tabloid de David Blair : Darren Daniels
- 2006 : Love (et ses petits désastres) (Love and Other Disasters) d'Alek Keshishian : Peter Simon
- 2008 : The Edge of Love de John Maybury : Dylan Thomas
- 2008 : Medieval Pie : Territoires vierges (Virgin Territory) de David Leland : Comte Dzerzhinsky
- 2010 : Patagonia de Marc Evans : Mateo
- 2010 : Luster de Adam Mason : Joseph Miller
- 2012 : The Scapegoat de Charles Sturridge : John Standing / Johnny Spence
- 2015 : En mai, fais ce qu'il te plaît de Christian Carion : Percy
- 2015 : À vif ![2] de John Wells : Reece
- 2017 : Pentagon Papers (The Post) de Steven Spielberg : Daniel Ellsberg
- 2018 : Mowgli : La Légende de la jungle (Mowgli : Legend of the Jungle) d'Andy Serkis : John Lockwood Kipling
- 2019 : L'Extraordinaire Mr. Rogers (A Beautiful Day in the Neighborhood) de Marielle Heller : Lloyd Vogel
- 2021 : Les Seals (Seal Team) de Greig Cameron et Kane Croudace : Grimes (voix)

#### Courts métrages
- 2010 : The Think Tank de Peter Calloway : Marc
- 2011 : Everything Carries Me to You d'Emma Holly Jones : Damien
- 2020 : The Violin de Jon W. Rosenbloom : Robert

### Télévision

#### Séries télévisées
- 1997 : Backup : Steve 'Hiccup' Higson
- 1999 : Greenstone : Sam Markham
- 2000 : Metropolis : Matthew
- 2001 : Les Aventuriers du monde perdu (The Lost World) : Edward Malone
- 2003 : Columbo : Justin Price
- 2003 : P.O.W. : Alfie Harris
- 2006 - 2011 : Brothers and Sisters : Kevin Walker
- 2013 - 2018 : The Americans : Philip Jennings / Mischa
- 2013 : Death Comes to Pemberley : Darcy
- 2015 : Archer : Lloyd Llewellyn (voix)
- 2015 : The Bastard Executioner : Gruffudd y Blaidd
- 2017 : Girls : Chuck Palmer
- 2018 : Death and Nightingales : Billy Winters
- 2019 : Infinity Train : Aloysius / Alrick (voix)
- 2020 : Perry Mason : Perry Mason
- 2020 - 2021 : Luz à Osville (The Owl House) : Empereur Belos
- 2022 : Gremlins : Secrets of the Mogwai : Riley Greene (voix)
- 2023 : Extrapolations : Junior

#### Téléfilms
- 2006 : Beau Brummell : This Charming Man de Philippa Lowthorpe : Lord Byron
- 2008 : Nadolig Plentyn Yng Nghymru de Dave Unwin : Le vieil homme (voix)
- 2012 : Le Mystère d'Edwin Drood (The Mystery of Edwin Drood) de Diarmuid Lawrence : John Jasper
- 2014 : Under Milk Wood de Pip Broughton : New York Voice (voix)
- 2018 : Down the Caravan de Sara Sugarman : Dai

## Distinctions

### Récompenses
- 2018 : Gold Derby Awards du meilleur acteur dramatique dans une série télévisée dramatique pour The Americans
- 2018 : International Online Cinema Awards du meilleur acteur dans une série télévisée dramatique pour The Americans
- 2018 : Online Film & Television Association Awards du meilleur acteur dans une série télévisée dramatique pour The Americans
- Primetime Emmy Awards 2018 : Meilleur acteur dans une série télévisée dramatique pour The Americans
- Critics' Choice Television Awards 2019 : Meilleur acteur dans une série télévisée dramatique pour The Americans
- Critics' Choice Movie Awards 2019 : Meilleur acteur dans une série télévisée dramatique pour The Americans

### Nominations
- 2008 : Gold Derby Awards du meilleur acteur dramatique dans un second rôle dans une série télévisée dramatique pour Brothers and Sisters
- 2008 : Gold Derby Awards de la meilleure distribution de l'année dans une série télévisée dramatique pour Brothers and Sisters, partagé avec Dave Annable, Sally Field, Calista Flockhart, Balthazar Getty, Rachel Griffiths, Rob Lowe, Luke Macfarlane, Sarah Jane Morris, Ron Rifkin, Emily VanCamp et Patricia Wettig
- 2009 : BAFTA Cymru du meilleur acteur dans un drame biographique pour The Edge of Love
- Critics' Choice Television Awards 2013 : Meilleur acteur dans une série dramatique pour The Americans
- 2013 : Gold Derby Awards du meilleur acteur dramatique dans une série télévisée dramatique pour The Americans
- Critics' Choice Television Awards 2014 : Meilleur acteur dans une série dramatique pour The Americans
- 2014 : Gold Derby Awards du meilleur acteur dramatique dans une série télévisée dramatique pour The Americans
- Critics' Choice Television Awards 2015 : Meilleur acteur dans une série dramatique pour The Americans
- 2015 : Gold Derby Awards du meilleur acteur dramatique dans une série télévisée dramatique pour The Americans
- 2016 : Gold Derby Awards du meilleur acteur dramatique dans une série télévisée dramatique pour The Americans
- 2016 : Gold Derby Awards du meilleur épisode dramatique pour The Americans partagé avec Stephen Schiff
- Primetime Emmy Awards 2016 : Meilleur acteur dans une série télévisée dramatique pour The Americans
- 2017 : Gold Derby Awards du meilleur acteur dramatique dans une série télévisée dramatique pour The Americans
- 2017 : Gold Derby Awards du meilleur acteur invité dans une série télévisée comique pour Girls
- Primetime Emmy Awards 2017 :
  - Meilleur acteur dans une série télévisée dramatique pour The Americans
  - Meilleur acteur invité dans une série télévisée comique pour Girls
- Critics' Choice Television Awards 2016 : Meilleur acteur dans une série dramatique pour The Americans
- Golden Globes 2017 : Golden Globe du meilleur acteur dans une série dramatique pour The Americans
- 2019 : BAFTA Cymru du meilleur acteur dans une mini-série pour Death and Nightingales
- 2019 : GALECA: The Society of LGBTQ Entertainment Critics de la meilleure performance masculine TV de l'année dans une série dramatique pour The Americans
- 2019 : Gold Derby Awards du meilleur acteur dramatique dans une série télévisée dramatique pour The Americans
- Golden Globes 2019 : Golden Globe du meilleur acteur dans une série dramatique pour The Americans
- Critics' Choice Movie Awards 2019 : Meilleur acteur dans une série télévisée dramatique pour Perry Mason
- 2021 : Gold Derby Awards du meilleur acteur dramatique dans une série télévisée dramatique pour Perry Mason
- Golden Globes 2021 : Golden Globe du meilleur acteur dans une série dramatique pour Perry Mason
- Critics' Choice Movie Awards 2021 : Meilleur acteur dans une série télévisée dramatique pour Perry Mason
- Primetime Emmy Awards 2021 : Meilleur acteur dans une série télévisée dramatique pour Perry Mason
- Primetime Emmy Awards 2022 : Meilleur acteur dans une série télévisée dramatique pour Perry Mason

## Voix francophones
En version française, Thomas Roditi est la voix régulière de Matthew Rhys, le doublant une première fois en 2002 dans La Tranchée puis en 2006 dans Love (et ses petits désastres). Il le retrouve à partir de 2018 dans Pentagon Papers, Mowgli : La Légende de la jungle, L'Extraordinaire Mr. Rogers, Perry Mason et Extrapolations.
L'acteur est également doublé par Fabrice Josso dans Les Aventuriers du monde perdu, Thierry Wermuth dans Columbo, Mathias Kozlowski dans Brothers and Sisters, Lionel Tua dans Le Mystère d'Edwin Drood ainsi que par  Arnaud Arbessier dans The Americans et À vif !.